# المروج (بانياس)
المروج قرية تتبع ناحية قرى مركز بانياس في منطقة بانياس التابعة لمحافظة طرطوس.